# Siège de Berwick (1296)
Pour les articles homonymes, voir Siège de Berwick.
Batailles
La prise de Berwick est le premier évènement militaire des guerres d'indépendance de l'Écosse en mars 1296.
Il s'agit du siège, de la prise et du pillage par l'armée anglaise, de la ville de Berwick-upon-Tweed, le plus important port commercial écossais, situé au nord de la frontière avec l'Angleterre. Le massacre de milliers d'habitants de la ville reste également un des épisodes les plus violents de l'histoire britannique.

## Le contexte
Le roi Édouard Ier d'Angleterre envahit l'Écosse en 1296 afin de punir le roi d'Écosse John Balliol qu'il a fait couronner 4 ans plus tôt, pour son refus de soutenir les campagnes militaires anglaises en France, de reconnaître sa suzeraineté et d'avoir signé une alliance avec la France, alors en guerre avec l'Angleterre.

## La bataille
Le 22 mars 1296, le roi d'Angleterre franchit la rivière Tweed avec son armée et campe au prieuré de Coldstream puis marche en direction de Berwick-upon-Tweed, principal port et principale place commerciale écossaises, défendue par William Douglas (seigneur de Douglas), un fervent supporteur de la cause écossaise contre les prétentions de suzeraineté anglaise.
Le siège est conduit par Robert de Clifford (1er baron de Clifford), dont le père Roger avait mené la campagne de conquête du Pays de Galles pour le roi d'Angleterre.
La garnison se rendit et fut épargnée mais pas la ville qui fut pillée ni ses habitants massacrés. Le nombre de civils tués varie entre 4 000 et 17 000.

## Conséquences
La perte de la ville portuaire fut un coup dur pour l'économie écossaise. D'autre part, le mois suivant, l'armée écossaise était vaincue à Dunbar et John Balliol déposé et emmené en captivité en Angleterre avec la plupart des seigneurs écossais, mettant fin provisoirement à l'indépendance de l'Écosse avant que William Wallace ne reprenne le flambeau de la résistance l'année suivante.